# Opistognathidae
Opistognathidae é uma família de peixes da subordem Percoidei, superfamília Percoidea.

## Géneros
Existem cerca de 80 espécies agrupadas em 4 géneros:
- AnoptoplacusSmith-Vaniz, 2017[2]
- Lonchopisthus(Gill, 1862)
- Opistognathus(Cuvier, 1816)
- Stalix(Jordan y Snyder, 1902)